# یواس‌اس اس-۳۵ (اس‌اس-۱۴۰)
یواس‌اس اس-۳۵ (اس‌اس-۱۴۰) (به انگلیسی: USS S-35 (SS-140)) یک زیردریایی بود که طول آن ۲۱۹ فوت ۳ اینچ (۶۶٫۸۳ متر) بود. این زیردریایی در سال ۱۹۱۹ ساخته شد.